# Stade Karaïskakis
Le stade Karaïskakis (en grec moderne : Στάδιο Γεώργιος Καραϊσκάκης) est un stade grec situé à Néo Fáliro dans le secteur du Pirée, en Attique, près d’Athènes.

## Histoire
Conçu à l'origine pour servir de piste vélodrome lors des premiers Jeux olympiques de l'époque moderne en 1896, il est riche d'une longue histoire. Sa capacité actuelle est de 33 296 places. Son nom rappelle le héros de la guerre d'indépendance Geórgios Karaïskákis tué au combat dans les environs.
C'est le stade habituel du club de football de l'Olympiakos Le Pirée. 
L'enceinte est entièrement rebâtie à l'occasion des Jeux olympiques d'été de 2004 et accueille à cette occasion des matches du premier tour, les quarts de finale, les demi-finales et la finale du tournoi olympique de football féminin.

## Tragédie du Stade Karaïskakis
En 1981, 21 de ses supporteurs y meurent écrasés à la suite d'un mouvement de foule dans l'escalier de la Porte 7 (Θύρα 7) restée fermée par erreur. Cette tragédie est commémorée chaque année, et les supporteurs y font très souvent allusion. Divers aménagements dans le stade rappellent cet incident.

## Événements
- Supercoupe de l'UEFA 2023